# Philibert Vernatti

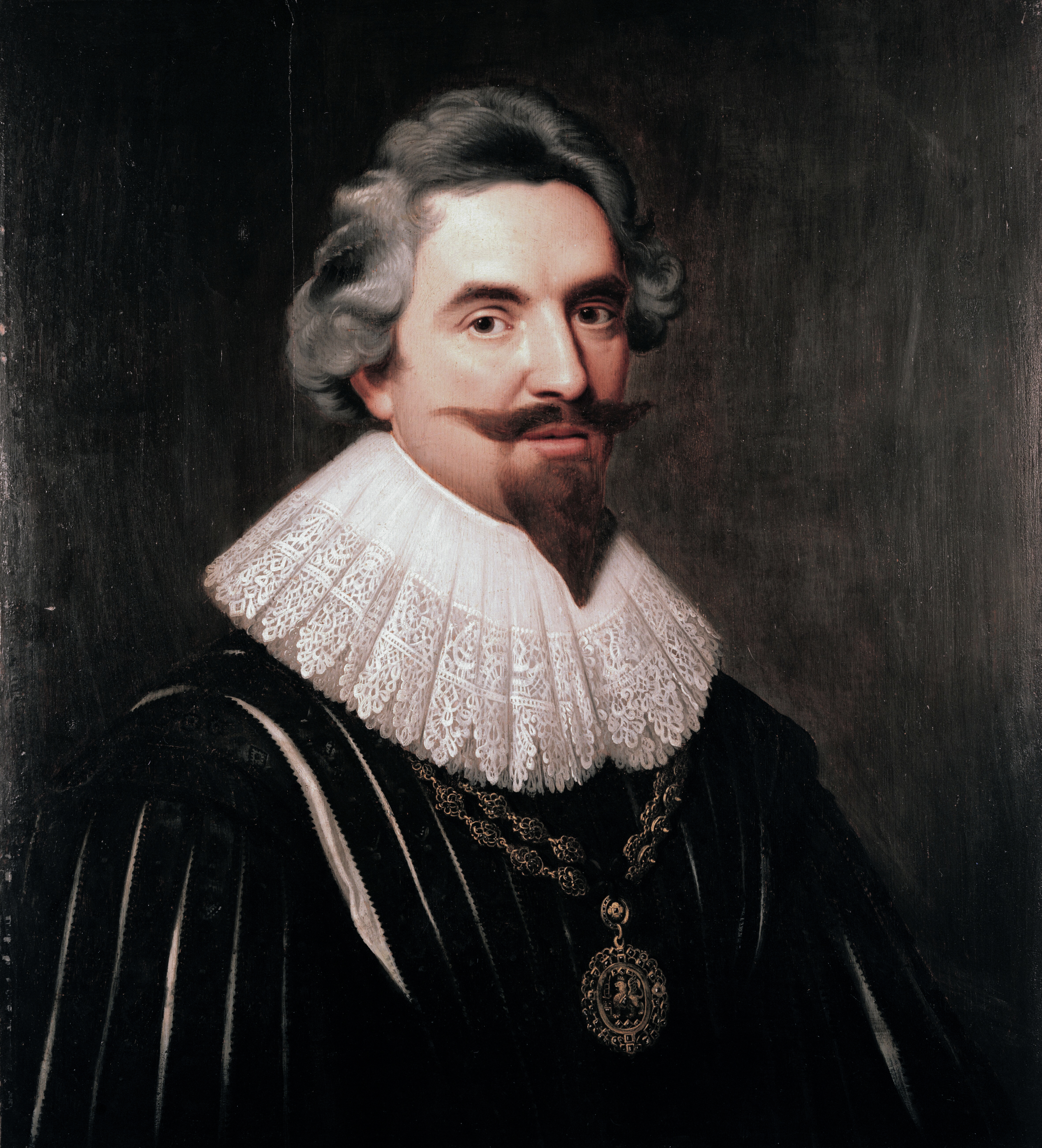
Philibert Vernatti (1590-1643) (Michiel van Mierevelt)

Philibert Vernatti of Vernat(t), (Delft 14 juli 1590 - circa 1646) was de oudste zoon van Gabriël Vernatti, die uit Chieri in Savoye kwam. 
Philibert liet zich op 16 november 1610 als rechtenstudent te Leiden inschrijven en promoveerde op een proefschrift De privatis et publicis criminibus (1612). Hij bezocht daarna Engeland, Duitsland en Denemarken. Nadat hij naar Nederland terugkeerde verloofde hij zich in 1615 met Wyveke of Wyvina (later Geneviva of Genoveva), de dochter van Fop Pietersz. van der Meyden, vermogend reder en burgemeester van Rotterdam. Vóór zijn huwelijk maakte hij met zijn broer Gabriël een reis naar Chieri, vanwaar zijn familie afkomstig was, maar ze vonden daar geen nageslacht meer. Van Chieri reisden beide broers naar Venetië, waar Philibert in de gunst kwam te staan bij de regering, welke hem in oktober 1617 tot ridder in de Orde van San Marco sloeg. Mogelijk hadden Philibert en Gabriël zich aangesloten bij de hulpexpeditie, die in 1616 onder aanvoering van graaf Johan Ernst van Nassau-Siegen naar Venetië ging; na de dood van de graaf (27 september 1617) trad Philibert althans op om diens zaken te regelen (januari 1618). In hetzelfde jaar 1618 trokken de broers verder naar Napels, maar ze werden hier in mei als spionnen door de hertog van Osuna gevangen genomen. Geruime tijd zaten zij in een toren op zee gevangen, in welke tijd Philiberts "haer van nature pickswart so witt als een swaen geworden was". Door bemiddeling van een Vlaamse maîtresse van de hertog werden zij eindelijk uit hun gevangenschap verlost (januari 1619). 
De beide broers schijnen vervolgens via Venetië naar het vaderland teruggekeerd te zijn. Philibert vestigde zich te Delft en trouwde op 22 augustus 1620 als "Philibert Vernatt, ridder der Orde van S. Marco van de Serenissime Seignorie van Venetia" met de reeds genoemde Wyveke van der Meyden. Na zijn huwelijk vestigde hij zich te Rotterdam. Hij gold in zijn woonplaats als een vermogend en invloedrijk man, maar verloor door verschillende omstandigheden spoedig zijn fortuin. Nadat zijn vrouw op 9 november 1624 in het kraambed was overleden, hertrouwde Philibert, woonachtig te Rijswijk, in 1626 met Susanna Huysmans, een zeer vermogende, maar veel oudere weduwe. 

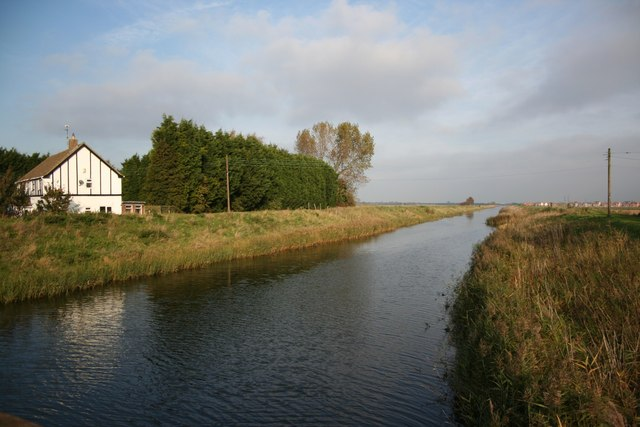
Vernatt's Drain, Lincolnshire

Philibert was een van de grootste belanghebbenden en geldschieters in de droogmakerijen van Cornelis Vermuyden in Engeland en vestigde zich in 1628 daar. Aanvankelijk had hij een werkzaam aandeel in de droogmakerijen in de provincies Norfolk, North-Hampton, Lincoln, Cambridge, en York. Met een vijftigtal ruiters onderdrukte hij op krachtige wijze in 1628 een oproer onder de inwoners van de Isle of Axholme-droogmakerijen. Een afvoerkanaal in Spalding, midden in het Fen District in Lincolnshire werd naar hem genoemd.
In 1635 had hij in de Hatfield Chase-droogmakerijen een grondbezit van 3150 acres. Dat hij in de gunst van de Koning stond, blijkt uit een brief door Karel I van Engeland in 1637 aan de Commissioners of Sewers van Hatfield Chase geschreven. Ook noemde hij zich, toen hij in december 1630 te Rotterdam verbleef om zijn moeders erfenis te regelen, "Jhr. Filiberti Vernatti, Ridder, Edelman van de privé-kamer van Z. Majesteit van Groot-Brittannië, heer van Finningly en Athorp"; hij was namelijk door Karel I in de adelstand verheven. Bij de wet van 12 december 1631 was hij met vele anderen, als "partners with Sir Cornelius Vermuyden in the draining of Enfield Chase" genaturaliseerd. Later kreeg hij onenigheid met Vermuyden en begon tegen hem met Mathew Valkenburg en anderen een rechtszaak, waarin van Vermuyden een bedrag van £ 20.000 werd geëist als vergoeding voor de kosten besteed aan het graven van de Dutch River. Daarna schijnt Philibert zich meer met het financieren van de droogmakerijen en met de verkoop van landerijen te hebben bezig gehouden. 
Op den duur echter gingen zijn ondernemingen te gronde en raakte hij in financiële problemen. Op zijn hoeve ‘de Ridderhofstede’ in de Purmer werd beslag gelegd; ten slotte werd op 20 mei 1643 met de schuldeisers een akkoord getroffen, waarbij Mr. Johan van der Meyden, oud-schepen van Rotterdam en voogd van de kinderen van Philibert uit zijn eerste huwelijk, zich voor de uitbetaling van de gelden aansprakelijk stelde. De hoeve werd daarop 5 maart 1644 voor ƒ 41.000 verkocht. Sir Philibert Vernatti stierf niet lang daarna en wel voor 1649.

## Wetenswaardigheden
- Vernatti investeerde bovendien in de Schotse glasindustrie.[3]